# Clematis lathyrifolia
Clematis lathyrifolia är en ranunkelväxtart som beskrevs av Bess. och Reichb.. Clematis lathyrifolia ingår i släktet klematisar, och familjen ranunkelväxter. Inga underarter finns listade i Catalogue of Life.